# Azmahar Ariano
Azmahar Aníbal „Mello” Ariano Navarro (ur. 14 stycznia 1991 w mieście Panama) – panamski piłkarz występujący na pozycji środkowego obrońcy, reprezentant Panamy, od 2024 roku zawodnik Tauro.
Jego brat bliźniak Adnihell Ariano również jest piłkarzem.

## Kariera klubowa
Ariano pochodzi z prowincji Colón. Jest wychowankiem klubu Chorrillo FC, skąd później przeniósł się do stołecznego Tauro FC. Był powoływany do młodzieżowych reprezentacji Panamy. Do pierwszej drużyny Tauro został włączony w wieku dziewiętnastu lat przez szkoleniowca Juana Carlosa Cubillę i w Liga Panameña zadebiutował 6 listopada 2010 w wygranym 2:0 spotkaniu z Chepo. W swoim premierowym, jesiennym sezonie Apertura 2010 wywalczył z Tauro mistrzostwo Panamy, sam był jednak wyłącznie rezerwowym (jeden występ). Dopiero po tym sukcesie zaczął notować regularniejsze występy (na pozycji bocznego lub środkowego obrońcy) i pierwszą bramkę w lidze panamskiej strzelił 27 lutego 2011 w wygranej 2:0 konfrontacji z Árabe Unido. W czerwcu 2011 wziął udział w hiszpańskim reality-show Football Cracks, pod patronatem Enzo Francescolego i Zinédine’a Zidane’a. W Madrycie spędził dwa miesiące, odpadając z programu w szóstym odcinku.
W styczniu 2012 oficjalnie ogłoszono, iż Ariano został wypożyczony do kolumbijskiego drugoligowca Deportivo Tuluá. Ostatecznie do transferu jednak nie doszło, a zawodnik już kilka dni później przeniósł się do ówczesnego mistrza Panamy – ekipy Chorrillo FC. Tam spędził sześć miesięcy, po czym został zawodnikiem Sportingu San Miguelito, którego barwy również reprezentował przez pół roku; był jednak wyłącznie rezerwowym (zaledwie dwa występy). Później przeszedł do Chepo FC, gdzie bez większych sukcesów występował przez kolejne kilka miesięcy. W styczniu 2014, po udanych testach, podpisał umowę z węgierskim Budapest Honvéd FC. Dołączył do występującego tam swojego rodaka Aníbala Godoya. Na samym początku pobytu na Węgrzech doznał kontuzji kostki i dołączył do treningów drużyny z kilkumiesięcznym opóźnieniem. Jedyny występ w Nemzeti Bajnokság I zanotował 3 sierpnia 2014 w przegranym 1:3 meczu z Győri ETO i przez cały roczny pobyt w Honvédzie występował głównie w trzecioligowych rezerwach.
W styczniu 2015 Ariano powrócił do ojczyzny, ponownie zostając graczem Chepo FC. Tam został jednym z wyróżniających się piłkarzy w lidze i tym samym roku dotarł z nim do finału pucharu Panamy – Copa Panamá. Po upływie półtora roku przeniósł się do krajowego potentata – klubu CD Árabe Unido z siedzibą w Colón. W sezonie Apertura 2016 jako kluczowy piłkarz w taktyce trenera Sergio Guzmána zdobył z Árabe tytuł mistrza Panamy, a sam został wybrany w oficjalnym plebiscycie LPF do najlepszej jedenastki rozgrywek. W styczniu 2017 podpisał kontrakt z kolumbijskim Atlético Bucaramanga, lecz kilka dni później zerwał więzadła krzyżowe w kolanie, przez co musiał pauzować przez pół roku, a transfer został anulowany. Zaraz po rekonwalescencji, w sezonie Apertura 2017 wywalczył z Árabe wicemistrzostwo Panamy, po czym został wypożyczony do kolumbijskiego Patriotas Boyacá. W tamtejszej Categoría Primera A zadebiutował 4 lutego 2018 w wygranym 2:0 pojedynku z Santa Fe.

## Kariera reprezentacyjna
W seniorskiej reprezentacji Panamy Ariano zadebiutował za kadencji selekcjonera Hernána Darío Gómeza, 11 października 2016 w przegranym 0:1 meczu towarzyskim z Meksykiem. W styczniu 2017 został powołany na turniej Copa Centroamericana, podczas którego rozegrał jedno z pięciu możliwych spotkań (w wyjściowym składzie), zaś jego kadra – pełniąca wówczas rolę gospodarza – zajęła drugie miejsce w rozgrywkach.